# Shaun Easthope
Shaun Easthope (23 maggio 1981) è un calciatore samoano, di ruolo centrocampista.

## Carriera

### Nazionale
Ha collezionato 3 presenze con la propria Nazionale.